# 桑名里瑛
桑名 里瑛（くわな りえ、1993年10月2日 - ）は、茨城県出身の女優、元子役。常総学院高等学校卒業。2022年5月までアキヤマ・オフィスに所属していた。ツムラの「ソフレ」のCMで田中律子と対峙する生意気な女の子・マリエちゃんを演じたことで知られる。

## 出演

### テレビドラマ
- 大河ドラマ (NHK)　　
  - 葵 徳川三代（2000年） - 千代姫
- 火曜サスペンス劇場（日本テレビ）
  - 検事 霞夕子「心の天使」（2001年10月30日）-  真野玲子（幼少期）
- 新・愛の嵐（2002年、東海テレビ・フジテレビ系列） - 三枝ひかる（幼少期）
- 虹のかなた 第5話「母の決断」（2004年8月6日、TBS）
- 怨み屋本舗 第10話・第11話（2006年9月15日、9月22日、テレビ東京） - 内藤ちひろ
- 未来創造堂 第36回「セーラー服誕生物語」（2006年12月22日、日本テレビ）
- 時代劇スペシャル「花の誇り」（2008年12月20日、NHK総合）
- ザ!世界仰天ニュース スーパーナンペイ事件再現ドラマ （2014年1月4日、日本テレビ）
- 私の部下は50歳（2014年、NHK Eテレ）
- 世界の文学がわかる!あらすじ名作劇場 2時間スペシャル「ハムレット」（2016年4月13日、BS朝日）
- 東京ヴァンパイアホテル（2017年6月、Amazon Prime Video）
- ラブホの上野さん season2 第8話（2017年11月29日、フジテレビ） - 工藤瑠美
- リーガルV〜元弁護士・小鳥遊翔子〜 第5話（2018年11月15日、テレビ朝日）
- 彼が僕に恋した理由（2020年、TOKYO MX）

### 映画
- 東京マリーゴールド（2001年5月12日、オメガ・エンタテインメント）
- ほとけ（2001年8月25日、ソニー・ピクチャーズエンタテインメント ※辻仁成監督作品）
- Strange Circus 奇妙なサーカス（2005年12月24日、セディックインターナショナル） - 尾沢美津子
- 富士の魂（2007年5月25日、GPミュージアム ※松井昇監督作品） - 望月彩
- 口裂け女（2007年3月17日、トルネード・フィルム） - 佐々木美佳
- 学校の都市伝説 トイレの花子さん（2007年、トルネード・フィルム） - 神谷花子
- ジャージの二人（2008年7月19日、ザナドゥー）
- 戦慄怪奇ファイル コワすぎ!FILE-04【真相!トイレの花子さん】（2013年3月2日、アルバトロス） - 山口菜々
- ジェリー・フィッシュ（2013年8月31日、よしもとクリエイティブ・エージェンシー ※金子修介監督作品）[2]
- 新宿スワン（2015年5月30日、ソニー・ピクチャーズ エンタテインメント）
- 戦慄怪奇ファイル 超コワすぎ!FILE-02【暗黒奇譚!蛇女の怪】（2015年7月11日、ニューセレクト ※白石晃士監督作品） - 川野つぐ巳[3]
- オカルトの森へようこそ THE MOVIE（2022年8月27日 ※白石晃士監督作品）
- 戦慄怪奇ワールド コワすぎ!（2023年9月8日） - 珠緒

### CM
- タカラ 「テレタビーズ」（1998年）
- タカラ 「ディズニーミニーのスーパーマーケット」（1998年）
- タカラ 「ミニーのおてつだいそうじき」（1999年）
- タカラ 「クマのプーさんはちみつちょうだい」（2000年）
- ケンタッキーフライドチキン 【クリスマス篇】（1999年）
- トヨタ自動車 「イプサム」【クリスマス篇】（1999年）
- トヨタ自動車 「イプサム」【柔ちゃん篇】（2000年）
- ツムラ 「ソフレ」【園児篇】（2001年）
- ツムラ 「ソフレ」【タレント生命篇】（2001年）[4]
- ツムラ 「ソフレ」【稲妻篇】（2002年）[5]
- ツムラ 「ソフレ」【女優篇】（2003年）
- アリオ蘇我 「アリオテレビ 10th Anniversary CM ドラマ編」（2015年）[6]
- シダックス（2015年）
- みちのく銀行（2016年）
- 千葉県アリオ（2016年）

### 舞台
- KAKURENBO かくれんぼ
- 劇団創造市場 レ・ミゼラブル【コゼット】 - 幼少時代
- 劇団マツモトカズミ第四回公演「結婚の偏差値II DEAD OR ALIVE」（2014年9月10日 - 23日、新宿村LIVE）[7]
- ミュージカル Air studio プロデュース 『Go.jet.Go!Go!vol.3』（2017年）
- 舞台「義風堂々」（原作：原哲夫、演出：ぎだつよし、2017年11月17日～11月26日 Aiia theater TOKYO公演、2017年12月9日・12月10日 大阪公演）
- 舞台「らん」（原作：秦建日子、2018年1月17日～21日 新宿スペースゼロ公演）
- 舞台「蘭-緒方洪庵浪華の事件帳」（松竹座株式会社、2019年8月11日～9月23日、全国巡業）

### イベント
- 東洋太平洋スーパーバンタム級王座決定戦（2017年3月17日）
- ゴールデン チャイルド ボクシングvol.119
- 後楽園ホール フィリピン国歌斉唱
- 東京モーターショーOHLINSイベントコンパニオンガール

- 福井 日本全国グルメ博単独ライブ

### ラジオ
- 5KIGENじゃナイト（2016年7月1日 - 、エフエム世田谷）

### モデル
- ミスアクション（2017年度ファイナリスト）